# Bdellodrilus illuminatus
Bdellodrilus illuminatus är en ringmaskart som först beskrevs av Moore 1894.  Bdellodrilus illuminatus ingår i släktet Bdellodrilus och familjen Bdellodrilidae. Inga underarter finns listade i Catalogue of Life.